# چشم‌گوزنی گلابرا
چشم‌گوزنی گلابرا (نام علمی: Aesculus glabra) نام یک گونه از سرده شاه‌بلوط است.